# Шу-дурул
—
Шу-Дурул (Шу-Турул, шум. šu-dur-ul3) — царь Аккаде, правил приблизительно в 2152 — 2137 годах до н. э.), последний из династии Аккаде.
Сын Дуду. Относящиеся к его времени источники свидетельствуют: Шу-Дурул владел Кишем и Тутубом (совр. Хафажже), в 80 км к северу. После смерти Шу-Дурула происходит окончательное падение Аккада. Город Аккаде был полностью разрушен и от него не осталось и следов. Подробности этого нам неизвестны; от правления Шу-дурула (как впрочем и от правления его отца Дуду) не осталось датировочных формул. Все источники единодушно сходятся в одном: основную ответственность за гибель Аккада несут гутии.
Ниппурский царский список говорит, что Шу-дурул правил 15 лет, хотя одна копия (IB) приписывает ему 18 лет.
| Династия Аккаде      |                                                                            |                             |
| Предшественник: Дуду | царь Аккаде, царь Шумера и Аккада ок. 2152 — 2137 до н. э. (правил 15 лет) | Преемник: завоевано гутиями |